# Masiphya townsendi
Masiphya townsendi är en tvåvingeart som beskrevs av Aldrich 1925. Masiphya townsendi ingår i släktet Masiphya och familjen parasitflugor. Inga underarter finns listade i Catalogue of Life.